# كارول وايس كينغ
كارول وايس كينغ (بالإنجليزية: Carol Weiss King)‏ هي محامية أمريكية، ولدت في 24 أغسطس 1895، وتوفيت في 22 يناير 1952 بسبب سرطان.

## وصلات خارجية
- كارول وايس كينغ على موقع الموسوعة البريطانية (الإنجليزية)